# Stanisław Oporski
Stanisław Oporski (ur. 23 lutego 1959) – polski lekkoatleta, który specjalizował się w trójskoku.

## Osiągnięcia
W 1982 roku zdobył złoto mistrzostw Polski w hali oraz na stadionie. Trzykrotny reprezentant Polski w meczach międzypaństwowych w latach 1982-1983. Startował w barwach warszawskiej Gwardii. W czasie kariery mierzył 182 cm i ważył 74 kg.

## Rekordy życiowe
- trójskok – 16,35 m (4 lipca 1982, Lublin) oraz 16,76 m (28 kwietnia 1985, Walnut) – wynik uzyskany przy zbyt silnym, sprzyjającym skoczkowi wietrze o prędkości +3,0 m/s[1]. Aby wynik został uznany za oficjalny wiatr nie może przekroczyć prędkości +2,0 m/s.